# Pleopeltis polylepis
Pleopeltis polylepis är en stensöteväxtart som först beskrevs av Johann Jakob Roemer och Kze., och fick sitt nu gällande namn av Thomas Moore. Pleopeltis polylepis ingår i släktet Pleopeltis och familjen Polypodiaceae.

## Underarter
Arten delas in i följande underarter:
- P. p. erythrolepis
- P. p. interjecta